# 中山广场站
中山广场站是大连地铁2号线的地铁站，位于中国辽宁省大连市中山区中山广场地下，于2015年5月22日开通。

## 车站结构
中山广场站沿中山路、人民路东西设置，为地下三层岛式站台车站，车站长155.7米，标准段宽18.9米，车站地下一层为设备用房层，地下二层为站厅层，地下三层为站台层，站台设置全高站台门。
| 地面              | 出入口 | B、B1、B2、D、D1、D2出入口                                                                                      |
| 地下一层          | 设备层 | 车站设备 |
| 地下二层          | 站厅   | 客服中心、自动售票机、验票机                                                                                    |
| 地下三层          | 站台   | \| \| \| █ 2号线往大连北站（友好广场） \| \| 島式 · 開左邊车门 \| \| \| \| \| \| █ 2号线往海之韵（港湾广场） \| |
|                   |        | █ 2号线往大连北站（友好广场）                                                                                   |
| 島式 · 開左邊车门 |        | |
|                   |        | █ 2号线往海之韵（港湾广场）                                                                                     |

## 车站出口

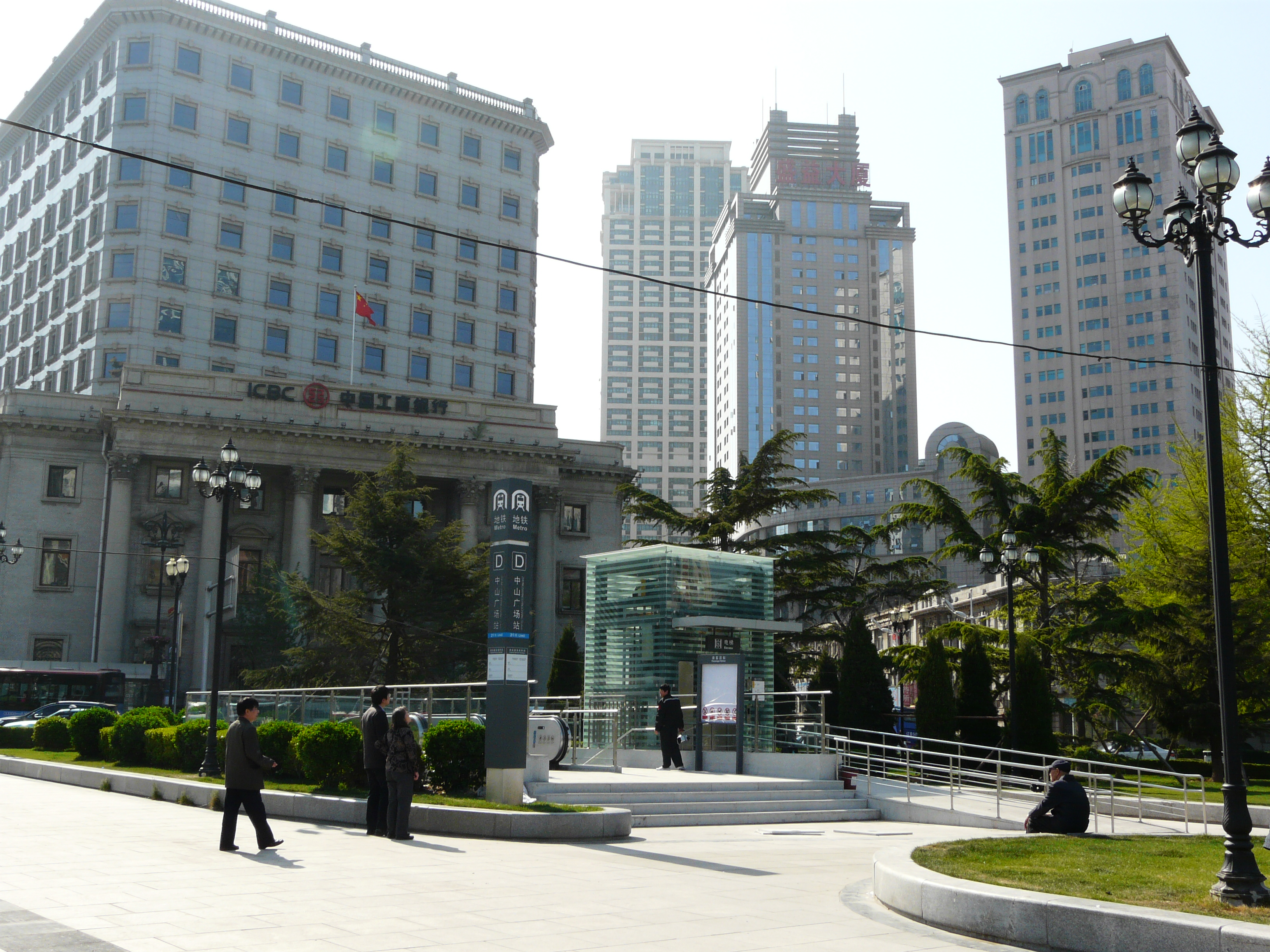
未加盖之前的中山广场站D出口

中山广场站目前开放6个出口，其中B、D出口为车站出入口，其余为既有人民路、中山广场出入口与原过街通道连接口，各出口及周围设施如下所示：
| 出口编号            | 照片 | 出口指示       | 建议前往的目的地                                                                           |
| ------------------- | ---- | -------------- | ------------------------------------------------------------------------------------------ |
| B · 出口            |      | 中山广场       | 中山广场                                                                                   |
| B · 1 · 出口        |      | 人民路（北侧） | 友谊商城，人民文化俱乐部                                                                   |
| B · 2 · 出口        |      | 人民路（南侧） | 大连市会计服务中心，大连市第十六中学，大连市总工会，大连慈善基金会                         |
| D · 出口 · （设有） |      | 中山广场       | 中山广场                                                                                   |
| D · 1 · 出口        |      | 中山路（北侧） | 中国移动上海路营业厅，大连市妇产医院妇幼保健院，中国邮政集团有限公司大连市分公司，中银大厦 |
| D · 2 · 出口        |      | 中山路（南侧） | 辽宁省对外贸易经济合作厅大连办事处，大连金融大厦                                           |
| 图例： 设有         |      |                |                                                                                            |

## 接驳交通

### 公交车
- 中山广场：15路、16路、23路、30路、30路加车、403路、409路、703路、707路、708路、708路加车、708路区间车、710路、710路加车、712路、旅游环路

## 车站历史
- 2013年6月20日，车站主体结构封顶[2]。
- 2015年5月22日，车站随2号线一期通车开通[1]。